# 1510-1519
De jaren 1510-1519 (van de christelijke jaartelling) zijn een decennium in de 16e eeuw.

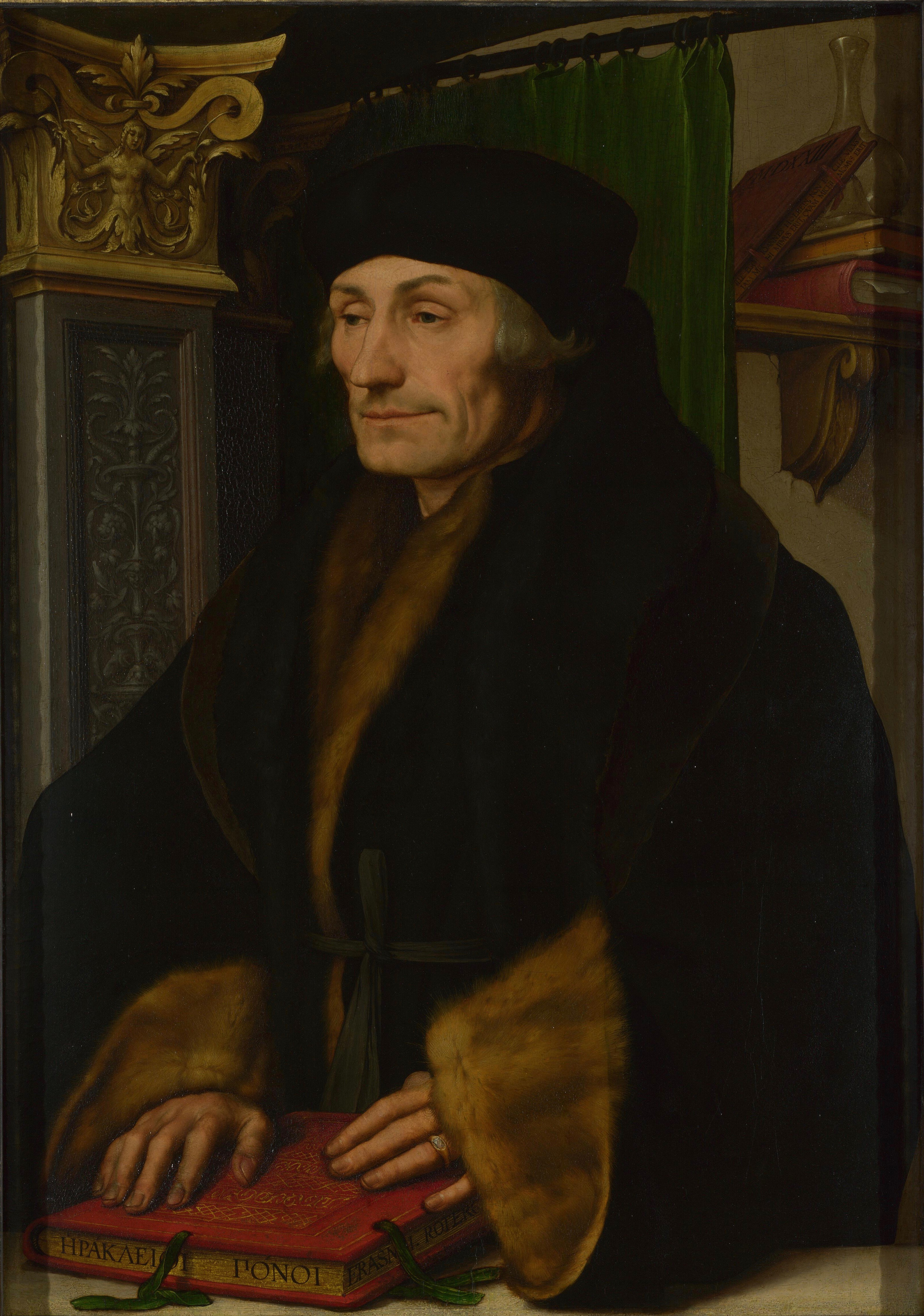
Desiderius Erasmus door Hans Holbein de Jongere

## Belangrijke gebeurtenissen

### Christendom
- 1512-1517 : Vijfde Lateraans Concilie. Samengeroepen door paus Julius II, en door zijn opvolger paus Leo X bekrachtigd. De behandelde onderwerpen zijn de behoefte aan hervormingen van het kerkelijk bestuur, het ontstaan van een atheïstische filosofie, de wrijvingen tussen de bisschoppen en de kloosterorden.

Reformatie
- 1517 : De Dominicaner pater Johann Tetzel krijgt van bisschop Albrecht van Brandenburg de opdracht aflaten, vergeving van zonden tegen betaling, te verkopen.
- 1517 - 31 oktober - Maarten Luther, Augustijner monnik, moraaltheoloog en kerkhervormer, spijkert zijn 95 stellingen tegen de deur van de kerk in het Duitse Wittenberg. De geschriften van Luther tegen de aflaathandel en andere misstanden in de kerk zijn al in het voorjaar van 1518 in Antwerpen te koop.
- 1518 : Heidelberger Dispuut. Aan de Heidelberg universiteit rechtvaardigt Luther zijn stellingen.
- 1519 : Leipziger Dispuut. Johannes Eck trekt het gezag van de paus en het gezag van de concilies in twijfel.
- 1519 : De Zwitserse reformator Huldrych Zwingli begint aan zijn missie.

### Italiaanse Oorlogen
- 1510 : Oorlog van de Liga van Kamerijk. Paus Julius II zoekt toenadering met de Republiek Venetië.
- 1511 : Concilie van Pisa. Koning Lodewijk XII van Frankrijk roept een concilie bijeen om de paus af te zetten.
- 1511 : Heilige Liga. Paus Julius II vraagt steun aan de Spanjaarden, Engelsen en het Heilig Roomse Rijk.
- 1512 : Ferdinand II van Aragon verovert het Koninkrijk Navarra, zonder Neder-Navarra.
- 1512 : Kardinaal Giovanni de' Medici herovert de macht in de Florentijnse Republiek.
- 1513 : Verdrag van Blois. De Republiek Venetië kiest nu de zijde van Frankrijk.
- 1513 : Paus Julius II sterft, Giovanni de' Medici wordt Paus Leo X.
- 1514 : Lodewijk XII huwt met Maria Tudor, de zus van koning Hendrik VIII van Engeland.
- 1514 : Claude van Bretagne, dochter van Lodewijk XII, trouwt met graaf Frans I van Angoulême.
- 1515 : Lodewijk XII sterft, hij wordt opgevolgd door zijn schoonzoon Frans I van Frankrijk.
- 1515 : Slag bij Marignano. De Fransen en Venetianen heroveren het terrein dat ze hebben verloren.
- 1516 : Vrede van Noyon zorgt ervoor dat de kaart van Italië weer die van de status quo van 1508 is.
- 1517 : Oorlog van Urbino.

### Ottomaanse Rijk
- 1512 : Selim I komt aan de macht in het Osmaanse Rijk met hulp van de Janitsaren.
- 1514 : Slag bij Chaldiran. Selim I verslaat de Safawieden uit Perzië. De gemeenschappelijke grens wordt naar het oosten verschoven.
- 1516-1517 : Selim verovert Syrië, Palestina en Egypte, waar hij een eind maakt aan het sultanaat van de Mamlukken. Het Turkse grondgebied is in acht jaar verdrievoudigd. De laatste kalief van Bagdad wordt gedwongen zijn waardigheid af te staan aan Selim, die nu immers de meeste moslims regeert.
- 1516 : Inname van Algiers. Barbarossa verovert de stad.

### Heilig Roomse Rijk
- 1515 : Weens Dubbelhuwelijk. Op 22 juli huwen Lodewijk II van Hongarije, uit het Huis Jagiello met Maria van Habsburg en Ferdinand van Habsburg met Anna Jagiello in de  Stephansdom.
- 1516 : Ferdinand II van Aragon sterft, de kleinzoon van Keizer Maximiliaan I wordt Carlo primo van Spanje.
- 1519 : Keizer Maximiliaan I sterft, Karel wordt Rooms-Duitse koning.

### Lage Landen
- 1512 : Oprichting van de Bourgondische Kreits.
- 1513 : Doornik wordt tot 1519 door de Engelsen bezet.
- 1514 : Beleg van Groningen. De Saksische hertog en stadhouder van Friesland Joris met de Baard slaagt er niet in zijn heerschappij over de Ommelanden en vooral de stad Groningen op te leggen.
- 1515 : De Saksische hertog Joris met de Baard verkoopt zijn rechten op de Friese landen aan de Habsburger Karel V. Het verzet van de Friezen hiertegen leidt tot een nieuwe Fries-Hollandse Oorlog. Floris van Egmont wordt de nieuwe stadhouder.
- 1516 : Gelderse Oorlogen. Maarten van Rossum, de militaire leider, krijgt steun van de Friese opstandelingenleiders Pier Gerlofs Donia (Grote Pier) en Wijerd Jelckama (Grote Wierd).

### Azië
- 1510 : Slag bij Merv. Shah Ismail van Perzië verslaat khan Moehammad Shajbani van het Kanaat van Boechara.
- 1510 : Stichting van het Portugees-Indië.

### Scheepvaart, handel en kolonialisme
- 1511 : De gouverneur van Portugees-Indië, Afonso de Albuquerque, bezet de havenstad Malakka en stuurt  drie schepen naar de Indische archipel om specerijen te halen. In 1512  ontdekt Francisco Serrão als eerste de Banda-eilanden en Ternate.
- 1511 : De Spanjaard Diego Velázquez de Cuéllar vestigt de eerste nederzetting in Cuba. Van daaruit wordt de verovering van het eiland voortgezet en wordt in 1513 een bloedbad aangericht onder de Indianen.
- 1513 : Vasco de Balboa steekt Panama over en bereikt de Grote Oceaan. Hij neemt deze in bezit voor Spanje. Hij noemt hem Mar del Sur (Zuidzee), omdat hij de oceaan vanaf dat punt alleen naar het zuiden kan zien.
- In de jaren 1513-1515 organiseert de Spanjaard Juan de Ampiés  de deportatie van de inheemse bevolking van Curaçao, Aruba en Bonaire. Hun aantal wordt geschat op ongeveer 2000. Zij worden tewerkgesteld op de plantages en mijnen te Hispaniola.
- 1517 : Francisco Hernández de Córdoba ontdekt Yucatán.
- 1519 : Spaanse verovering van het Azteekse Rijk door Hernán Cortés.
- 1519 : Ferdinand Magellaan begint aan zijn reis rond de wereld.

### Afrika
- +/-1510 : Sao Tomé en Principe wordt een proefstation voor suikerrietplantages en zwarte slaven.
- 1515 : De Spaans priester van de orde der dominicanen Bartolomé de las Casas pleit bij de Spaanse koning voor een betere behandeling van de Indianen in Amerika en brengt daarmee ongewild de Trans-Atlantische slavenhandel op gang.
- 1518 : De Vlaming Laurent de Gouvenot is de bezitter van de eerste Asiento of een contract voor de levering van een vooraf vastgesteld aantal slaven.

### Kunst en wetenschap
- 1516 - Leonardo da Vinci gaat werken voor koning Frans I van Frankrijk in het Koninklijk Paleis te Amboise.
- Nicolaas Copernicus overhandigt enkele vertrouwelingen in 1514 onder de naam Commentariolus  een vroege versie van zijn revolutionaire heliocentrische theorie van het universum.

### Filosofie en godsdienst
- 1511 - Erasmus publiceert Lof der zotheid, dat hij opdraagt aan Thomas More. Deze schetst op zijn beurt in het boek Utopia (1516) een ideale samenleving.
- 1514 : De boecxken van de Utrechtse kluizenaar Suster Bertken.
- De Antwerpenaar Daniël Bomberg drukt in Venetië in 1516/17 de editio princeps van de Mikraot Gedolot, de Rabbijnenbijbel, die bestaat uit Hebreeuwse teksten voorzien van Rabbijnse commentaren.

### Sociaal
- 1516 - In Augsburg wordt de Fuggerei gebouwd, een deel van de stad gewijd aan het huisvesten van behoeftige burgers. Het is de oudste sociale volkshuisvesting ter wereld.

<< · 1510 · 1511 · 1512 · 1513 · 1514 · 1515 · 1516 · 1517 · 1518 · 1519 · >>
<< · 1500-1509 · 1510-1519 · 1520-1529 · 1530-1539 · 1540-1549 · 1550-1559 · 1560-1569 · 1570-1579 · 1580-1589 · 1590-1599 · >>